# Katharine Glasier
Katharine Glasier (25 septembre 1867, Stoke Newington - 14 juin 1950, Earby) est une femme politique, militante socialiste, journaliste et romancière britannique.

## Biographie

### Enfance
Katharine St John Conway, est la seconde née des sept enfants du pasteur congrégationaliste Samuel Conway et d’Amy Curling, issue d’une famille aisée de Stoke Newington. Son frère aîné, Robert Seymour Conway, est un philologue renommé. La famille déménage à Walthamstow. Amy Conway décède en 1881 après avoir donné naissance à son septième enfant. Les Conways ont tenu des positions progressistes et Katharine a reçu une éducation équivalente à celle de ses frères. Après avoir été éduquée à la maison par sa mère jusqu'à l'âge de dix ans, elle rejoint le lycée pour filles de Hackney Downs, puis étudie les lettres classiques au Newnham College de Cambridge.  

### Formation
À l'université, Katharine est influencée par la militante féministe Helen Gladstone. Elle rencontre également Olive Schreiner, qui encourage chaque aspiration ou rébellion courageuse à se manifester dans la vie des étudiantes. Elle termine ses études en 1889, à une époque où l'université de Cambridge ne décerne pas encore de diplômes aux femmes, elle obtient cependant une licence en lettres classiques. Jusqu’à la fin de sa vie, elle place les initiales BA pour bachelière à la suite de sa signature.

### Vie privée
À l'automne 1892, Katharine intervient lors de la réunion du Congrès des syndicats (TUC) à Glasgow. Bruce Glasier, l’un des leaders du mouvement socialiste en Écosse, assiste à son intervention. Ils deviennent rapidement des amis proches. Le 21 juin 1893, Katharine St John Conway se marie avec John Bruce Glasier. Ensemble, ils sont les parents de trois enfants : Jeannie, Malcolm et John Glendower, connu sous le nom de Glen.

### Dernières années
En 1947, Katharine Glasier célèbre son quatre-vingtième anniversaire en donnant une conférence à plus de mille personnes à la salle de l'Assemblée coopérative de Bradford sur son sujet le plus populaire : la religion du socialisme.
Katharine Glasier s'installe à Glen Cottage à Earby, Lancashire en 1922 et y reste jusqu'à sa mort en 1950. Après la mort de Bruce Glasier en 1920, la militante continue à travailler pour le parti travailliste indépendant. Elle rejoint la Society of Friends et inscrit son fils Glen à l'école Quaker de Ackworth. Glen Glasier est un jeune homme érudit et brillant. Alors qu’il vient de recevoir une bourse de l’Université d’Oxford, il est tué lors d’un match de football en 1928. La mort de son fils inspire à Katharine Glasier, la rédaction de The Glen Book. Après sa mort, le Glen Cottage reçoit l’agrément pour devenir une auberge de jeunesse. Le bâtiment appartient maintenant au conseil municipal de Pendle,.

## Carrière professionnelle

### Enseignement
Katharine St John Conway devient enseignante à la Redland High School de Bristol. Elle aspire à rejoindre la Bristol Socialist Society après avoir assisté à une manifestation de grévistes féminines. C’est selon elle, cette discussion avec les travailleuses qui l’a convertie au socialisme. La plupart des membres de la société socialiste étaient des partisans de Henry Mayers Hyndman et de la fédération sociale-démocrate. Trouvant son point de vue trop révolutionnaire, elle choisit de rejoindre la Bristol Fabian Society. Mal à l'aise avec son poste d'enseignante dans une école sélective, Katharine démissionne et trouve un nouveau poste d’enseignante dans une école de conseil à St Philips, un quartier populaire de Bristol. Elle emménage avec l’activiste socialiste britannique et membre du parti travailliste, Dan Irving et s’occupe au quotidien de sa femme,.

### Engagement politique
Katharine St John Conway intègre la Fabian Society et commence à donner des conférences au nom de l'organisation. Lors de ces réunions, elle côtoie des personnalités importantes de la Fabian Society, dont Sidney Webb, Beatrice Webb, George Bernard Shaw et Robert Blatchford. George Bernard Shaw lui propose le mariage mais elle refuse, ayant alors l'intention de consacrer sa vie au socialisme. A cette période, elle rencontre également Edward Hulton, qui l'a recrute pour écrire pour son journal radical, le Manchester Sunday Chronicle.
En 1893, elle devient membre fondatrice du Parti travailliste indépendant (ILP). Parmi un groupe composé de quinze membres, elle est la seule femme élue au premier conseil administratif national de l'ILP en janvier 1893. Dans les années 1920, Katharine Glasier rejoint la Society of Friends et la Theosophical Society. Elle est nommée organisatrice nationale de l'ILP, mais démissionne en 1931 lorsque l'ILP quitte le parti travailliste. La militante poursuit ses actions pour le parti travailliste, après un bref rattachement avec la Ligue socialiste,.
Katharine Glasier n’est pas une militante active dans le mouvement du suffrage féminin. Elle se positionne en désaccord avec la politique du National Union of Women's Suffrage Societies (NUWSS) et désapprouve totalement les tactiques militantes utilisées par la Women's Social and Political Union (WSPU). Comme la plupart des membres du parti travailliste indépendant, elle soutient la campagne pour le suffrage complet des adultes.

### Publications
Dans les premières années du XXe siècle, Katharina Glasier commence une carrière d’écrivaine et de romancière. Elle est l’autrice de trois romans Husband and Brother (1894), Aimee Furniss, Scholar (1896), et Marget (1902), ainsi que d’un recueil de nouvelles, Tales from the Derbyshire Hills (1907).
En 1916, elle succède à Fenner Brockway en tant que rédactrice en chef de son journal, The Labour Leader. Sa renommée d’écrivaine à succès permet dans un premier temps d’augmenter les ventes, mais les différends concernant son soutien aux bolcheviks entraînent par la suite une baisse de la diffusion. Après le décès de son époux en 1920, Katharina Glasier est touchée par une dépression nerveuse et démissionne de la direction du journal, reprise par le journaliste Henry Noel Brailsford,.

## Reconnaissance
Katharine Glasier  participe à la création du Fonds commémoratif Margaret McMillan, qui a permis de recueillir près d'un quart de million de dollars pour la construction du Margaret McMillan Training College à Bradford. Les deux femmes ont travaillé ensemble dans la lutte pour la qualité des repas scolaires et l’organisation du système éducatif à la maternelle. Katharine Glasier joue également un rôle dans la création du fond de soutien Save the Children Fund.